# Campionati europei di winter triathlon del 2017
I Campionati europei di winter triathlon del 2017 (XIX edizione) si sono tenuti a Otepää in Estonia, in data 28 gennaio 2017.
Tra gli uomini ha vinto per la quinta volta (quarta consecutiva) il russo Pavel Andreev. Tra le donne ha trionfato per la seconda volta la ceca Helena Erbenová.
La gara junior ha visto trionfare il russo Aleksandr Vasilev e la connazionale Polina Tarakanova.
Il titolo di Campione europeo di winter triathlon della categoria under 23 è andato al russo Roman Vasin. Tra le donne si è aggiudicata il titolo di Campionessa europea di winter triathlon della categoria under 23 la russa Daria Rogozina.

## Risultati

### Élite uomini
| Pos. | Atleta            | Paese      | Corsa    | Bici     | Sci      | Totale   |
| ---- | ----------------- | ---------- | -------- | -------- | -------- | -------- |
|      | Pavel Andreev     | Russia     | 00:21:01 | 00:31:22 | 00:20:37 | 01:14:22 |
|      | Oskars Muiznieks  | Lettonia   | 00:21:21 | 00:30:56 | 00:21:03 | 01:15:01 |
|      | Dmitriy Bregeda   | Russia     | 00:21:03 | 00:31:23 | 00:21:44 | 01:15:20 |
| 4    | Pavel Yakimov     | Russia     | 00:21:03 | 00:31:53 | 00:21:33 | 01:15:45 |
| 5    | Oivind Bjerkseth  | Norvegia   | 00:21:22 | 00:30:53 | 00:22:43 | 01:16:52 |
| 6    | Kristian Monsen   | Norvegia   | 00:21:14 | 00:32:26 | 00:22:02 | 01:17:08 |
| 7    | Roman Vasin       | Russia     | 00:21:21 | 00:31:35 | 00:23:18 | 01:17:25 |
| 8    | Giuseppe Lamastra | Italia     | 00:22:43 | 00:31:39 | 00:22:05 | 01:17:57 |
| 9    | Pavel Jindra      | Rep. Ceca  | 00:22:44 | 00:31:54 | 00:22:07 | 01:18:06 |
| 10   | Tomas Jurkovic    | Slovacchia | 00:22:08 | 00:32:19 | 00:22:11 | 01:18:06 |
| 11   | Viorel Palici     | Romania    | 00:21:40 | 00:34:16 | 00:20:54 | 01:18:32 |
| 12   | Daniel Antonioli  | Italia     | 00:22:27 | 00:33:35 | 00:23:06 | 01:20:44 |
| 13   | Kirill Tarakanov  | Russia     | 00:22:04 | 00:34:07 | 00:24:03 | 01:21:37 |
| 14   | Anton Matrusov    | Russia     | 00:23:27 | 00:34:03 | 00:24:11 | 01:23:13 |
| 15   | Marian Danila     | Romania    | 00:24:17 | 00:35:59 | 00:20:42 | 01:23:14 |
| 16   | Marco Liporace    | Italia     | 00:24:34 | 00:33:57 | 00:26:40 | 01:26:41 |
| 17   | Ian Pliutinskii   | Russia     | 00:22:27 | 00:35:02 | 00:28:25 | 01:28:22 |
| 18   | Arthur Kooser     | Estonia    | 00:28:07 | 00:35:43 | 00:27:42 | 01:33:44 |

### Élite donne
| Pos. | Atleta              | Paese      | Corsa    | Bici     | Sci      | Totale   |
| ---- | ------------------- | ---------- | -------- | -------- | -------- | -------- |
|      | Helena Erbenová     | Rep. Ceca  | 00:23:40 | 00:35:58 | 00:23:29 | 01:24:53 |
|      | Romana Slavinec     | Austria    | 00:23:28 | 00:35:29 | 00:24:43 | 01:25:09 |
|      | Yulia Surikova      | Russia     | 00:23:40 | 00:35:59 | 00:24:43 | 01:25:46 |
| 4    | Daria Rogozina      | Russia     | 00:26:01 | 00:37:51 | 00:24:31 | 01:30:13 |
| 5    | Kristina Lapinova   | Slovacchia | 00:24:36 | 00:37:22 | 00:27:58 | 01:31:34 |
| 6    | Aneta Grabmullerova | Rep. Ceca  | 00:26:56 | 00:37:23 | 00:28:19 | 01:34:07 |
| 7    | Elena Lebedeva      | Russia     | 00:26:16 | 00:39:12 | 00:27:54 | 01:35:15 |
| 8    | Sarka Grabmullerova | Rep. Ceca  | 00:26:44 | 00:41:20 | 00:26:55 | 01:36:56 |
| 9    | Iuliia Baiguzova    | Russia     | 00:27:14 | 00:40:49 | 00:28:12 | 01:37:48 |
| 10   | Monika Koncz        | Romania    | 00:29:05 | 00:43:52 | 00:26:54 | 01:42:12 |
| 11   | Kristina Biriukova  | Russia     | 00:31:08 | 00:49:48 | 00:31:31 | 01:53:47 |

### Under 23 uomini
| Pos. | Atleta           | Paese   | Corsa    | Bici     | Sci      | Totale   |
| ---- | ---------------- | ------- | -------- | -------- | -------- | -------- |
|      | Roman Vasin      | Russia  | 00:21:21 | 00:31:35 | 00:23:18 | 01:17:25 |
|      | Kirill Tarakanov | Russia  | 00:22:04 | 00:34:07 | 00:24:03 | 01:21:37 |
|      | Anton Matrusov   | Russia  | 00:23:27 | 00:34:03 | 00:24:11 | 01:23:13 |
| 4    | Marco Liporace   | Italia  | 00:24:34 | 00:33:57 | 00:26:40 | 01:26:41 |
| 5    | Ian Pliutinskii  | Russia  | 00:22:27 | 00:35:02 | 00:28:25 | 01:28:22 |
| 6    | Arthur Kooser    | Estonia | 00:28:07 | 00:35:43 | 00:27:42 | 01:33:44 |

### Under 23 donne
| Pos. | Atleta             | Paese  | Corsa    | Bici     | Sci      | Totale   |
| ---- | ------------------ | ------ | -------- | -------- | -------- | -------- |
|      | Daria Rogozina     | Russia | 00:26:01 | 00:37:51 | 00:24:31 | 01:30:13 |
|      | Iuliia Baiguzova   | Russia | 00:27:14 | 00:40:49 | 00:28:12 | 01:37:48 |
|      | Kristina Biriukova | Russia | 00:31:08 | 00:49:48 | 00:31:31 | 01:53:47 |

### Junior uomini
| Pos. | Atleta                | Paese    | Corsa    | Bici     | Sci      | Totale   |
| ---- | --------------------- | -------- | -------- | -------- | -------- | -------- |
|      | Aleksandr Vasilev     | Russia   | 00:10:35 | 00:16:39 | 00:11:01 | 00:39:48 |
|      | Davide Ingrilli       | Italia   | 00:10:34 | 00:16:31 | 00:11:32 | 00:40:19 |
|      | Kirill Kvitko         | Russia   | 00:10:50 | 00:17:01 | 00:11:01 | 00:40:20 |
| 4    | Dmitriy Pilyugin      | Russia   | 00:10:45 | 00:16:32 | 00:11:35 | 00:40:20 |
| 5    | Henry Räppo           | Estonia  | 00:11:02 | 00:16:25 | 00:11:38 | 00:40:39 |
| 6    | Johannes Sikk         | Estonia  | 00:10:34 | 00:16:36 | 00:12:26 | 00:41:09 |
| 7    | Aleksandr Vasilev     | Russia   | 00:10:37 | 00:17:29 | 00:11:52 | 00:41:20 |
| 8    | Savelijs Suharževskis | Lettonia | 00:10:44 | 00:16:36 | 00:13:13 | 00:42:17 |
| 9    | Kevin Vabaorg         | Estonia  | 00:11:36 | 00:17:20 | 00:13:30 | 00:44:08 |
| 10   | Mārcis Pīnups         | Lettonia | 00:12:27 | 00:17:57 | 00:12:43 | 00:44:38 |
| 11   | Alberto Rabellino     | Italia   | 00:10:47 | 00:19:47 | 00:12:14 | 00:44:54 |
| 12   | Peeter - Erik Rummo   | Estonia  | 00:12:09 | 00:18:18 | 00:12:42 | 00:45:09 |
| 13   | Kaarel Trepp          | Estonia  | 00:11:34 | 00:20:30 | 00:14:43 | 00:48:31 |
| 14   | Dominik Dańkowski     | Polonia  | 00:12:37 | 00:19:28 | 00:16:08 | 00:50:31 |

### Junior donne
| Pos. | Atleta            | Paese      | Corsa    | Bici     | Sci      | Totale   |
| ---- | ----------------- | ---------- | -------- | -------- | -------- | -------- |
|      | Polina Tarakanova | Russia     | 00:11:24 | 00:19:55 | 00:13:48 | 00:46:52 |
|      | Iulia Skriabina   | Russia     | 00:13:14 | 00:19:12 | 00:14:37 | 00:48:35 |
|      | Lydia Drahovska   | Slovacchia | 00:13:13 | 00:19:12 | 00:14:31 | 00:48:56 |
| 4    | Rebeka Gabcikova  | Slovacchia | 00:13:16 | 00:20:48 | 00:14:52 | 00:51:16 |
| 5    | Paulina Bohater   | Polonia    | 00:14:39 | 00:19:22 | 00:20:42 | 00:58:55 |
| 6    | Marta Zygmunt     | Polonia    | 00:14:38 | 00:21:19 | 00:26:00 | 01:03:47 |